# Kartal (Hungria)
Kartal é uma vila da Hungria, situada no condado de Peste. Tem 29,11 km² de área e sua população em 2019 foi estimada em 5.650 habitantes.